# Marquesado de Galtero
El marquesado de Galtero fue un título nobiliario pontificio otorgado el 11 de junio de 1900 por el papa León XIII a favor de Eduardo de Casanova y de Galtero (1840-1916), y cuyo uso fue autorizado en España el 31 de octubre de 1900 por Real Autorización de la reina regente María Cristina de Habsburgo-Lorena en nombre del rey Alfonso XIII.
El título se extinguió tras el fallecimiento sin descendencia, el 10 de junio de 1941, del segundo marqués, Guillermo de Casanova y de Vallés, viudo de Rosalía Dasí Moreno IX marquesa de Dos Aguas y vizcondesa de Bétera.

## Marqueses de Galtero
|                                        | Titular                                | Periodo                                |
| Creación en 1900 por el Papa León XIII | Creación en 1900 por el Papa León XIII | Creación en 1900 por el Papa León XIII |
| -------------------------------------- | -------------------------------------- | -------------------------------------- |
| I                                      | Eduardo de Casanova y de Galtero       | 1900-1916                              |
| II                                     | Guillermo de Casanova y de Vallés      | 1916-1941                              |

## Historia de los marqueses de Galtero
- Eduardo de Casanova y de Galtero, de Mir y Desprat de Savasona (Barcelona, 1840 - Barcelona, 16 de marzo de 1916), I marqués de Galtero, Caballero del Hábito de Santiago, Director del Banco de Barcelona y de la Caja de Ahorros y vocal de las Juntas de Obra de Santa Mónica, del F.C. de Olot y del Banco Vitalicio de España.[2]

1. Casó en 1873 con María de Vallés y de Mas, hija del XIII barón de la Puebla de Tornesa (Fausto de Vallés y Ferrer de Pegamans).

Su hija María de Casanova y de Vallés (n.1875) casó en 1895 con el II marqués de Camps.
Le sucedió su hijo:
- Guillermo de Casanova y de Vallés, de Galtero y de Mas († 10 de junio de 1941), II marqués de Galtero, Maestrante de Valencia, Caballero del Cuerpo de la Nobleza de Cataluña, y gentilhombre de Cámara con ejercicio.[3]

1. Casó con -y años después enviudaría de- la marquesa de Dos Aguas y vizcondesa de Bétera. De su matrimonio hubo una hija que llevó los títulos a partir de la muerte de su madre, y falleció pocos años antes de la muerte de su padre.

Sin descendencia.